# Якубово (Бидґозький повіт)
Якубово (пол. Jakubowo) — село в Польщі, у гміні Нова-Весь-Велька Бидґозького повіту Куявсько-Поморського воєводства.
Населення — 86 осіб (2011).

## Демографія
Демографічна структура станом на 31 березня 2011 року:
|          | Загалом | Допрацездатний вік | Працездатний вік | Постпрацездатний вік |
| -------- | ------- | ------------------ | ---------------- | -------------------- |
| Чоловіки | 42      | 8                  | 31               | 3                    |
| Жінки    | 44      | 14                 | 23               | 7                    |
| Разом    | 86      | 22                 | 54               | 10                   |